# Бжозови-Конт (Люблінське воєводство)
Бжозови-Конт (пол. Brzozowy Kąt) — село в Польщі, у гміні Комарувка-Підляська Радинського повіту Люблінського воєводства. Населення — 375 осіб (2011).

## Історія
У часи входження до складу Російської імперії належало до Радинського повіту Сідлецької губернії.
За даними етнографічної експедиції 1869—1870 років під керівництвом Павла Чубинського, у селі проживали лише греко-католики, усе населення розмовляло українською мовою.
У 1975—1998 роках село належало до Білопідляського воєводства.

## Демографія
Демографічна структура станом на 31 березня 2011 року:
|          | Загалом | Допрацездатний вік | Працездатний вік | Постпрацездатний вік |
| -------- | ------- | ------------------ | ---------------- | -------------------- |
| Чоловіки | 185     | 31                 | 121              | 33                   |
| Жінки    | 190     | 42                 | 93               | 55                   |
| Разом    | 375     | 73                 | 214              | 88                   |